# Прем'єр-міністр Великої Британії
Прем'єр-міністр Великої Британії є головою уряду, котрий виконує багато виконавчих функцій, що номінально належать Суверену, який є головою держави. Відповідно до звичаю, Прем'єр-міністр та кабінет (котрий він очолює) відповідає за свої дії перед парламентом, членами котрого вони є.
З 2022 до 2024 року посаду прем'єр-міністра обіймав Ріші Сунак із Консервативної партії, який змінив на цій посаді свою партійну колегу Ліз Трасс. Після парламентських виборів 2024 року, які виграла Лейбористська партія, з 5 липня цю посаду обіймає Кір Стармер.

## Склад уряду
Взагалі Конституційному праву Великої Британії добре відомий термін «уряд» і майже невідомий термін «кабінет», але фактично саме останній на чолі з прем'єр-міністром керує країною. Уряд має дуже широкий склад (гранична чисельність його за законом — 95 осіб, але зазвичай це 75—80 міністрів, молодших міністрів, секретарів і т. д.). Ранг міністрів мають генеральний прокурор і генеральний аторней — юридичний радник уряду, його представник у суді.
Уряд ніколи не збирається на засідання і не приймає рішень. З його складу виділяється більш вузький кабінет провідних міністрів (18—22 осіб, 1997 року — 22), у їхньому числі завжди державні секретарі внутрішніх справ і оборони, лорд-канцлер, канцлер казначейства й ін. Він скликається на засідання і приймає рішення, хоча й рідко. Зазвичай цей кабінет засідань є в особистій резиденції, де живе прем'єр-міністр, на Даунінг-стріт, 10, у Лондоні. Але частіше на ці засідання в будинку прем'єра (одна година щотижня) збирається «внутрішній кабінет» — кілька провідних осіб, що користуються особливою довірою прем'єр-міністра. «Внутрішній кабінет» приймає рішення від імені кабінету.

### Міністерства
Уряд призначається головою держави, але це лише формальний акт. Насправді він формується партією більшості в палаті громад, представляє їй програму, що затверджується голосуванням. Це акт вираження довіри уряду. До складу уряду входять, по-перше, керівники
міністерств і відомств, що є членами кабінету. Вони одержують всі рішення кабінету («внутрішнього кабінету»). Інші міністри, якщо вони не були запрошені на засідання, одержують лише ті витяги з рішень кабінету, що стосуються їхніх відомств. По-друге, членами уряду є міністри і державні міністри, тобто заступники провідних міністрів, а також усі молодші міністри — заступники інших міністрів, що не входять до складу кабінету. Вони беруть участь у засіданнях кабінету за запрошенням. Є територіальні міністерства: у справах Шотландії, Уельсу, Північної Ірландії. По-третє, членами уряду є деякі особи, що займають традиційні ще з часів феодалізму посади (наприклад, лорд — хранитель печатки). По-четверте, це міністри без портфеля, що допомагають прем'єр-міністру за його вказівками. До складу уряду належить також особлива категорія молодших міністрів: парламентські секретарі, що представляють міністра в парламенті.

### Інші органи
При прем'єр-міністрі й міністрах існує багато допоміжних органів — комітети, комісії, секретаріати, служби. Особливе значення мають парламентські служби, що стежать за дебатами в парламенті, інформують міністра про питання, підняті в парламенті (в основному тих, що стосуються
даного відомства), готують йому відповіді на питання депутатів, виступи в парламенті.
Для виконання законів парламенту, як вважається, уряд приймає нормативні акти, але ці акти приймаються не від імені уряду і не від імені кабінету, якого законодавство, власне кажучи (крім одиничних згадувань), не знає, а від імені окремих міністрів. Крім того, парламент може делегувати уряду право приймати акти, що мають силу закону (делеговане законодавство), що теж оформлюються як акти міністрів. За цими актами встановлено парламентський контроль: вони повинні бути надані парламенту («покладені на стіл парламенту»), насправді ж здаються в бібліотеку й у комітет парламенту з підлеглого законодавства. Рішення кабінету оформляються актами Таємної ради.
У Великій Британії міністерства мають відділення на місцях, з якими місцеві органи самоврядування погоджують призначення деяких муніципальних чиновників (наприклад, у сфері пожежної охорони, муніципальної міліції тощо).

## Живі колишні прем'єр-міністри
Станом на липень 2024 року:

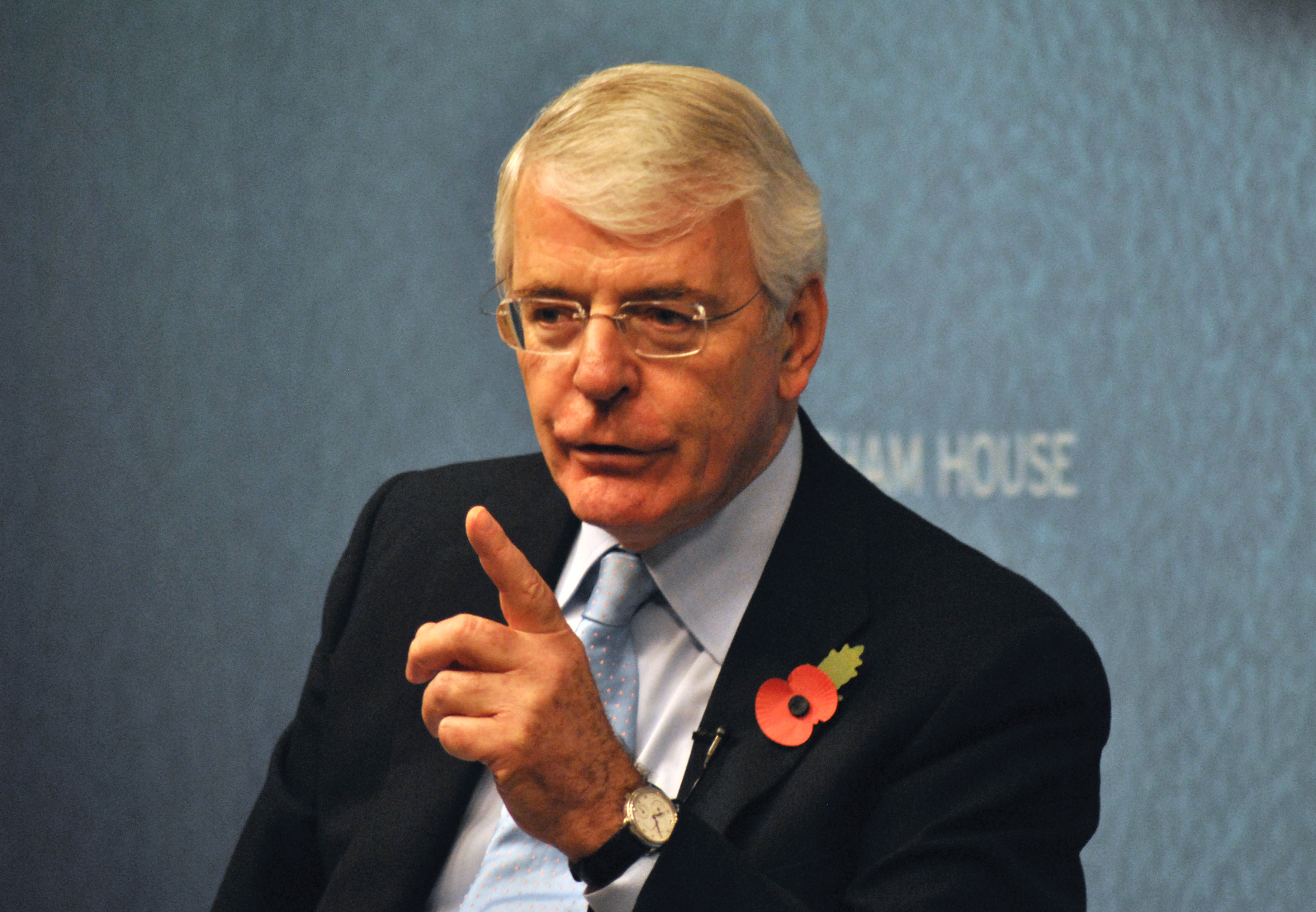
Сер Джон Мейджор працював 1990–97 народився у 1943 (82 роки)
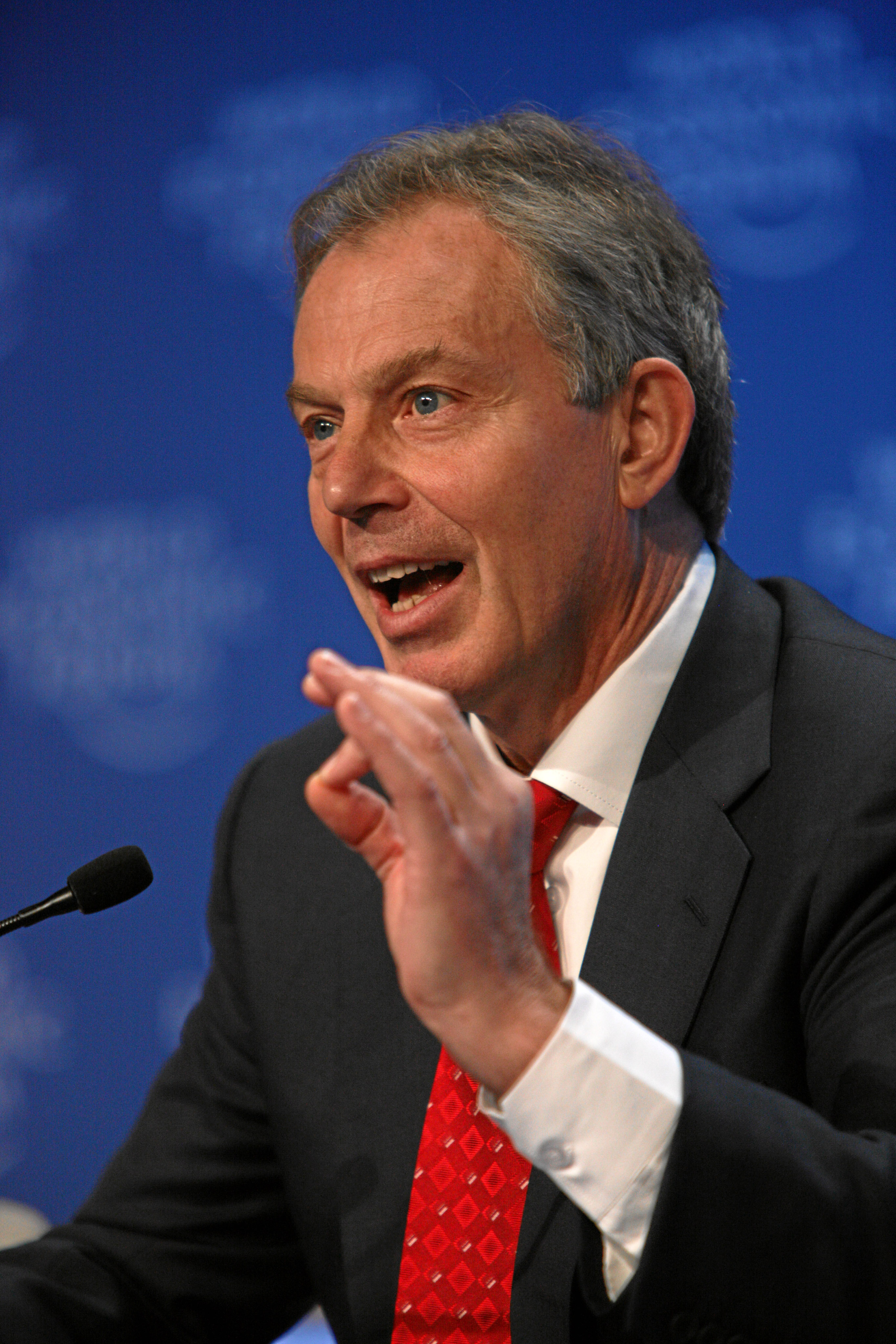
Тоні Блер працював 1997–2007 народився у 1953 (71 рік)
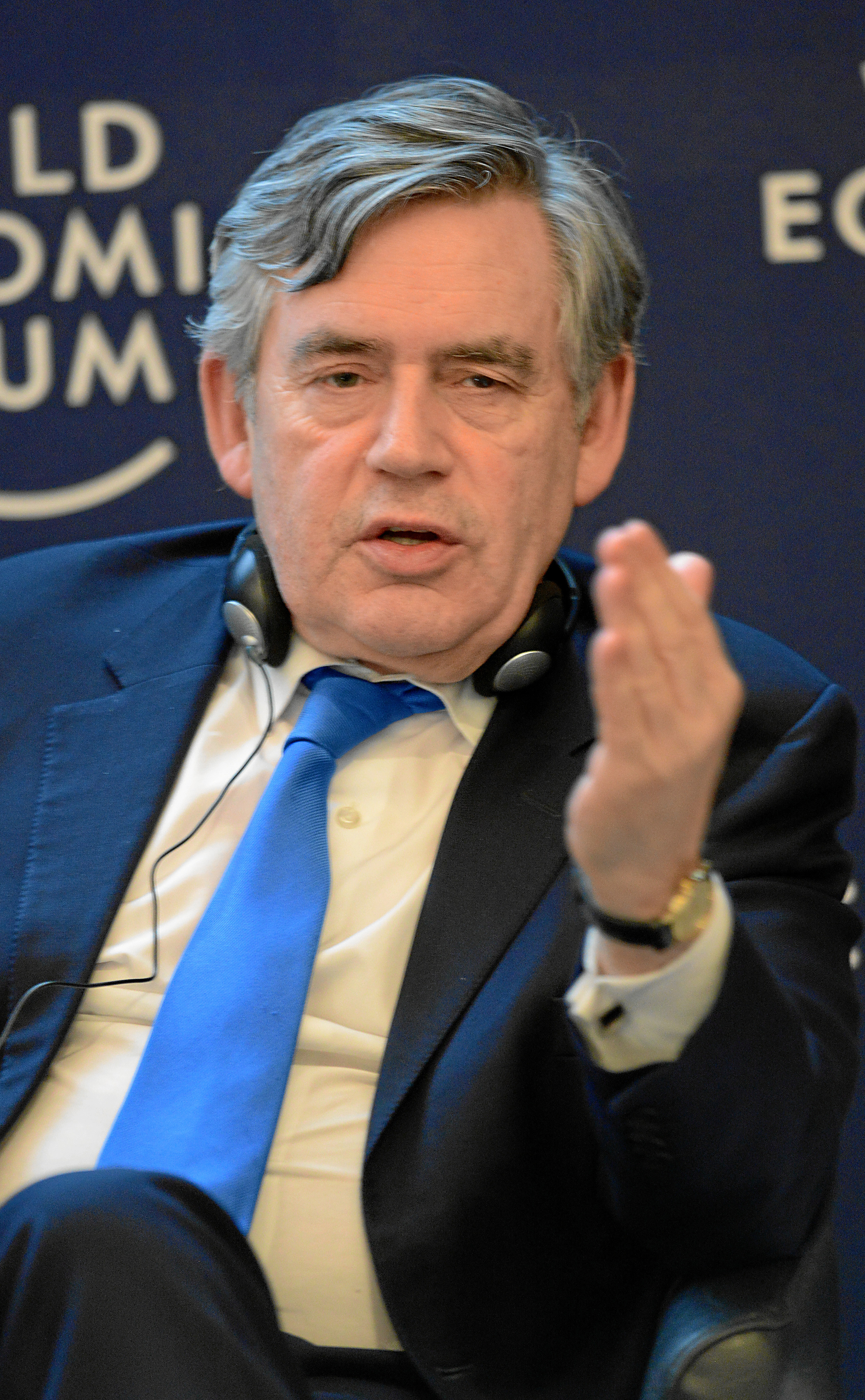
Ґордон Браун працював 2007–10 народився у 1951 (74 роки)
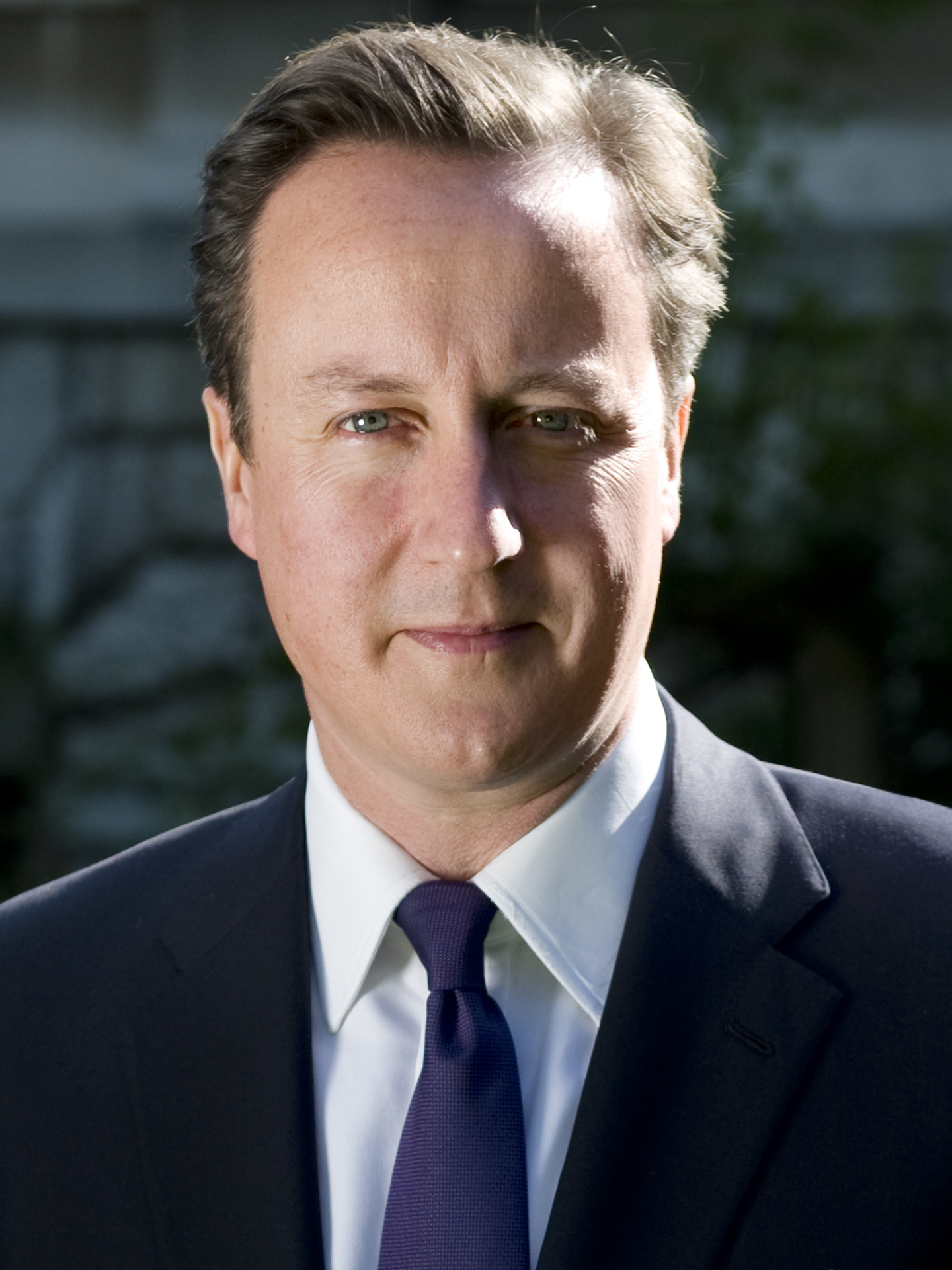
Девід Камерон працював 2010–16 народився у 1966 (58 років)
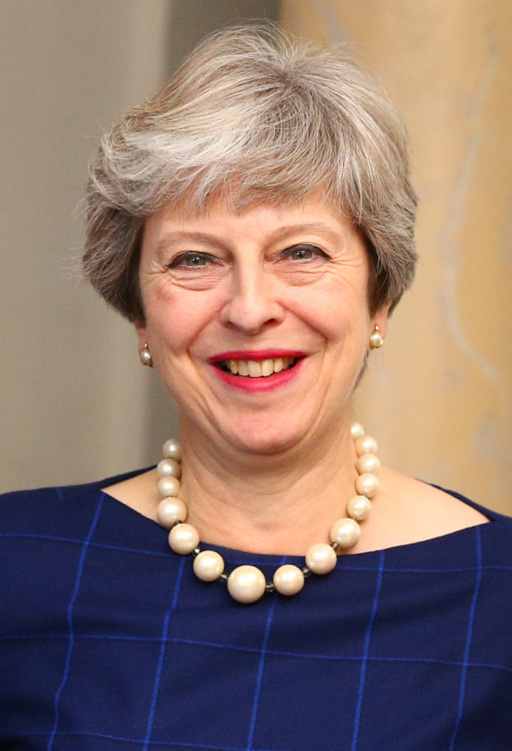
Тереза Мей працювала 2016–19 народилася у 1956
(68 років)
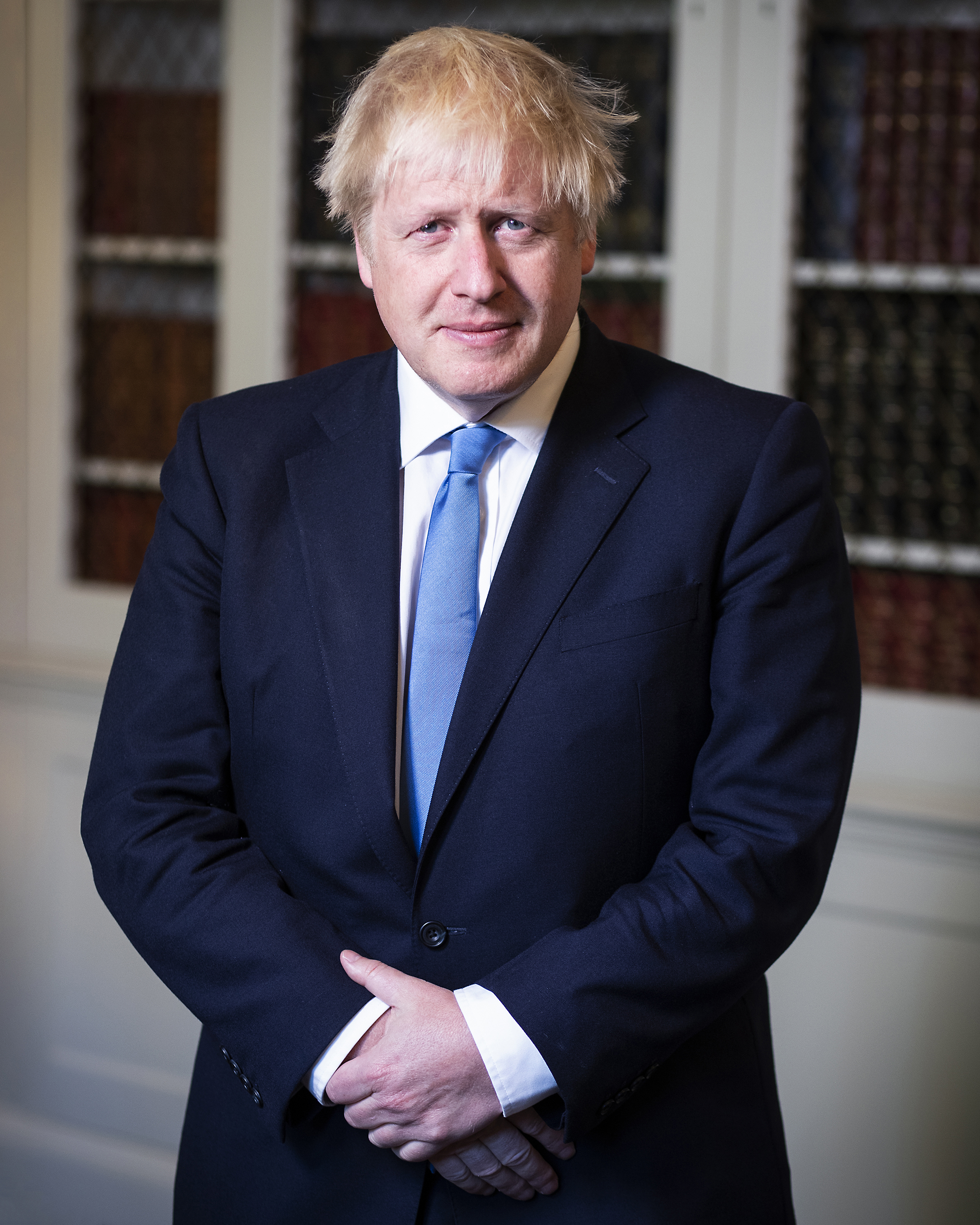
Борис Джонсон працював 2019–22 народився у 1964 (60 років)
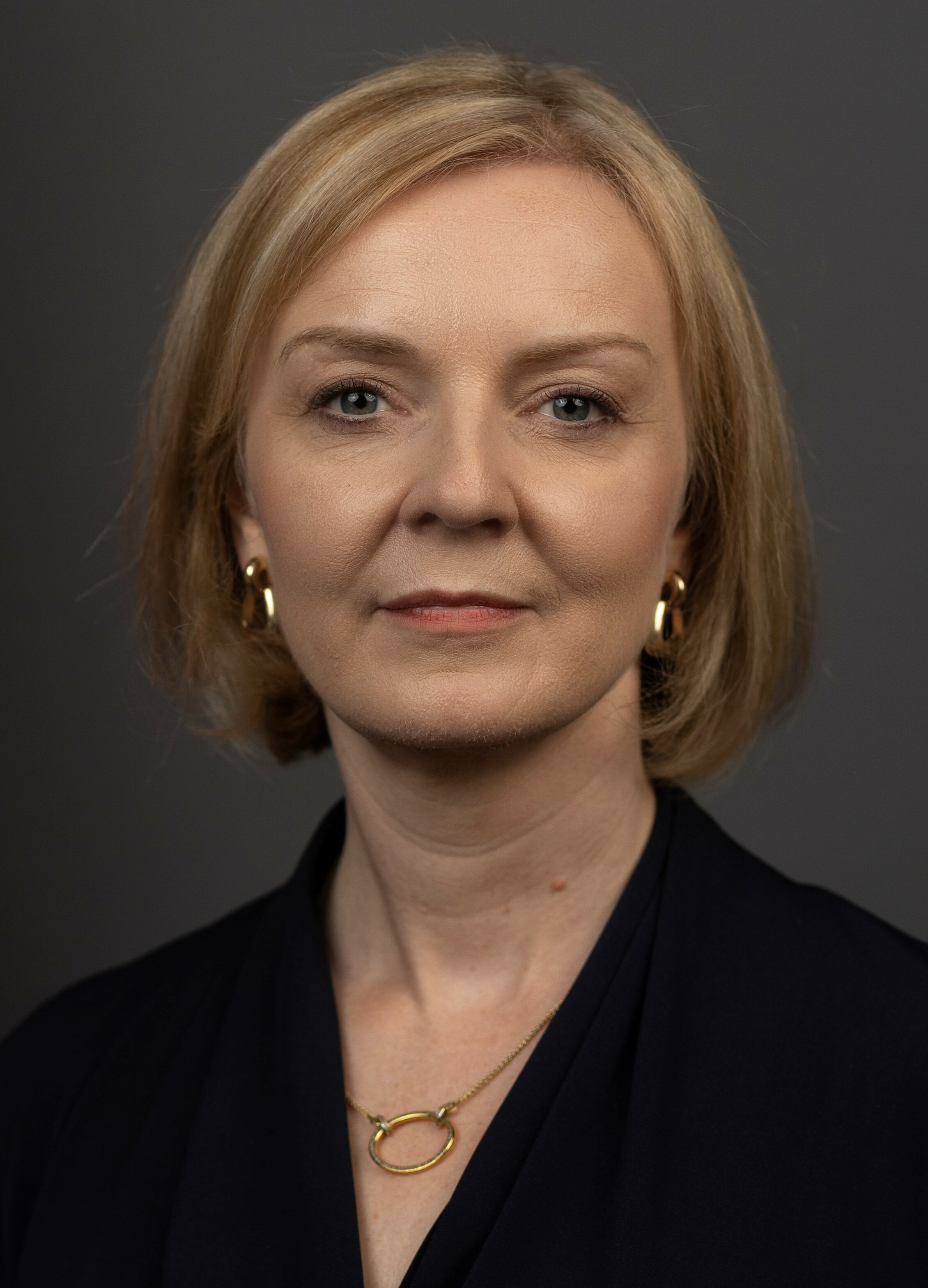
Ліз Трасс працювала 2022 народилась у 1975 (49 років)
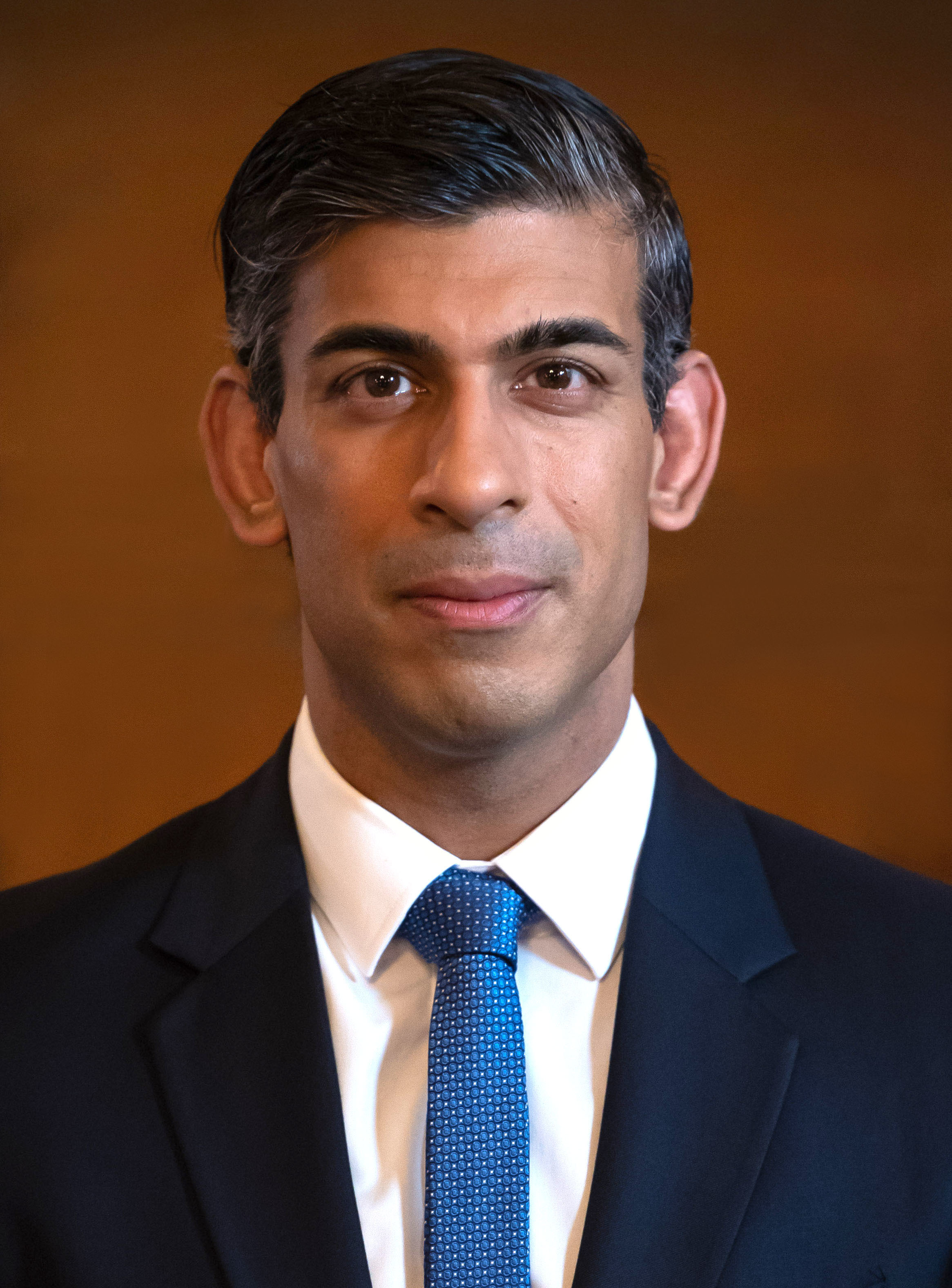
Ріші Сунак працював 2022–24 народився у 1980 (44 роки)